# Spojenci pro Evropu

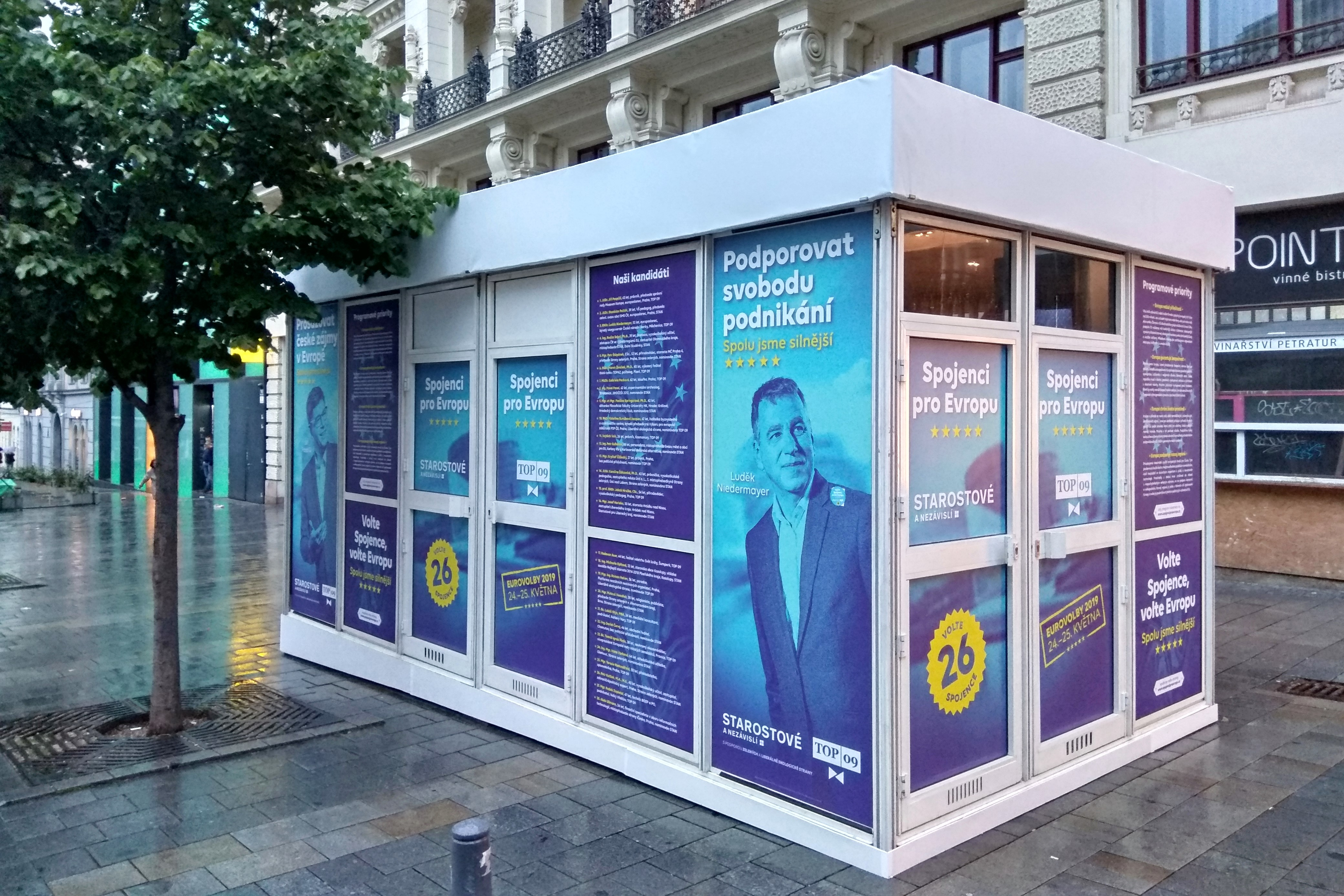
Předvolební stánek Spojenců pro Evropu na náměstí Svobody v Brně

Spojenci pro Evropu byla volební koalice politických stran a hnutí sestavená pro české volby do Evropského parlamentu v roce 2019. Spojenci pro Evropu je označení používané v předvolební kampani, kandidující subjekt nesl úřední název „STAROSTOVÉ (STAN) s regionálními partnery a TOP 09“ a uváděn byl jako koalice politického hnutí Starostové a nezávislí a politické strany TOP 09. Koalice sama se dále prezentovala s podporou Strany zelených a Liberálně ekologické strany, jejichž někteří členové a členky figurovali na společné kandidátce koalice. Doplňovalo je dalších 14 regionálních hnutí. Vylosovaným pořadovým číslem pro koalici bylo 26.
Hlavní dva subjekty TOP 09 a STAN společně kandidovaly již v předchozích evropských volbách v roce 2014, v nichž získaly celkem 15,95 % hlasů. Rozšířená koalice pro rok 2019 měla podle volebního modelu agentury Kantar CZ z 8. května 2019 volební potenciál 18,5 % a podle agentury Median z 9. května 21,5 %.
Ve volbách do Evropského parlamentu v roce 2024 koalice „Spojenci pro Evropu“ již nekandidovala.

## Složení

### Členové koalice
Kandidátní listina byla oficiálně koalicí TOP 09 a STAN, tzn. byly na ní pouze tyto dvě navrhující strany.
| Strana | Strana                 | Ideologie                  | Pozice        | Kandidáti | Zvoleno |
| ------ | ---------------------- | -------------------------- | ------------- | --------- | ------- |
|        | TOP 09                 | liberální konzervatismus   | středopravice | 14/28     | 2/21    |
|        | Starostové a nezávislí | regionalismus liberalismus | středopravice | 14/28     | 1/21    |

### Podporující strany a hnutí
Na kandidátce se také objevily další strany a hnutí, jejichž kandidáti byli navrženi TOP 09 nebo STAN. Z těchto kandidátů ale žádný nebyl zvolen.
| Strana | Strana                           | Ideologie           | Pozice        | Kandidáti | Navrhovatel |
| ------ | -------------------------------- | ------------------- | ------------- | --------- | ----------- |
|        | Strana zelených                  | zelená politika     | středolevice  | 5/28      | STAN        |
|        | Liberálně ekologická strana      | zelený liberalismus | střed         | 2/28      | TOP 09      |
|        | Jihočeši 2012                    | regionalismus       | střed         | 1/28      | STAN        |
|        | Hradecký demokratický klub       | regionalismus       | středopravice | 1/28      | STAN        |
|        | Karlovarská občanská alternativa | regionalismus       | středopravice | 1/28      | STAN        |
|        | Starostové pro Liberecký kraj    | regionalismus       | středopravice | 1/28      | STAN        |
|        | iČesko                           |                     |               | 1/28      | STAN        |

## Kampaň
Odevzdání kandidátní listiny na Ministerstvo vnitra ČR 18. března doprovodili její političtí představitelé symbolickou jízdou tramvají T3 Coupé z Pražského povstání na Evropskou třídu a Vítězné náměstí. V předvolební kampani použila klip napodobující známou scénu z filmu Jana Hřebejka Pelíšky, v níž slovo „prcat“ bylo nahrazeno slovem „brexit“.

## Kandidátka
Za koalici kandidovali (s volebním výsledkem):
| Poř. č. | Jméno                      | Věk | Navrhovatel | Stranická příslušnost | Uvedené povolání                                   | Přednostní hlasy | V %   | Výsledné pořadí |
| ------- | -------------------------- | --- | ----------- | --------------------- | -------------------------------------------------- | ---------------- | ----- | --------------- |
| 1       | Jiří Pospíšil              | 43  | TOP 09      | TOP 09                | právník, př. spr. rady Museum Kampa, europoslanec  | 37 231           | 13,47 | 2*              |
| 2       | Stanislav Polčák           | 39  | STAN        | STAN                  | VŠ pedagog, př. cel. svazu SMS ČR, europoslanec    | 25 352           | 9,17  | 3*              |
| 3       | Luděk Niedermayer          | 53  | TOP 09      | TOP 09                | europoslanec, býv. viceguvernér České nár. banky   | 67 430           | 24,41 | 1*              |
| 4       | Radim Sršeň                | 39  | STAN        | STAN                  | starosta, VŠ učitel, zást. ČR ve Výboru regionů EU | 10 540           | 3,81  | 1               |
| 5       | Petr Štěpánek              | 53  | STAN        | Zelení                | přírodovědec, star. MČ P-4, př. Strany zelených    | 7 848            | 2,84  | 2               |
| 6       | Marek Ženíšek              | 40  | TOP 09      | TOP 09                | výkonný ředitel think-tanku TOPAZ, politolog       | 5 272            | 1,9   | 3               |
| 7       | Gabriela Pecková           | 62  | TOP 09      | TOP 09                | lékařka                                            | 2 138            | 0,77  | 4               |
| 8       | Pavel Pavel                | 62  | STAN        | JIH 12                | experimentální archeolog                           | 4 314            | 1,56  | 5               |
| 9       | Pavlína Springerová        | 42  | STAN        | HDK                   | děkanka Filosofické fakulty Univerzity HK          | 2 777            | 1     | 6               |
| 10      | Kateřina Bursíková Jacques | 47  | TOP 09      | LES                   | ředitelka byznysového a vzdělávacího centra        | 7 681            | 2,78  | 7               |
| 11      | Vojtěch Vais               | 26  | TOP 09      | TOP 09                | právník                                            | 1 176            | 0,42  | 8               |
| 12      | Petr Kulhánek              | 48  | STAN        | KOA                   | personalista, místopř. Svazu měst a obcí pro EU    | 1 122            | 0,4   | 9               |
| 13      | Kryštof Čižinský           | 37  | TOP 09      | BEZPP                 | právník                                            | 2 075            | 0,75  | 10              |
| 14      | Karolína Žákovská          | 43  | STAN        | Zelení                | právnička, VŠ pedagožka, zast. města Ústí nad L.   | 3 130            | 1,13  | 11              |
| 15      | Jakub Hruška               | 54  | TOP 09      | TOP 09                | přírodovědec, vysokoškolský pedagog                | 2 362            | 0,85  | 12              |
| 16      | Josef Horinka              | 50  | STAN        | SLK                   | starosta Hrádku nad Nisou, zast. Liber. kraje      | 1 106            | 0,4   | 13              |
| 17      | Radovan Auer               | 44  | TOP 09      | TOP 09                | ředitel veletrhu Svět knihy                        | 680              | 0,24  | 14              |
| 18      | Michaela Opltová           | 33  | STAN        | STAN                  | starostka obce Kozolupy                            | 1 724            | 0,62  | 15              |
| 19      | Roman Haken                | 56  | TOP 09      | LES                   | poradce, Platforma nestát. neziskových organizací  | 320              | 0,11  | 16              |
| 20      | Matouš Vencálek            | 30  | STAN        | Zelení                | religionista, před. Strany zelených v Jihomor. kr. | 507              | 0,18  | 17              |
| 21      | Lukáš Otys                 | 34  | TOP 09      | TOP 09                | mediální konzultant, podnikatel                    | 184              | 0,06  | 18              |
| 22      | Daniel Černý               | 46  | STAN        | BEZPP                 | obchodní ředitel                                   | 370              | 0,13  | 19              |
| 23      | Tomáš Ignác Fénix          | 38  | TOP 09      | TOP 09                | soukr. ekozemědělec, vicep. Evr. rady ml. zeměděl. | 1 308            | 0,47  | 20              |
| 24      | Hana Vacková               | 64  | STAN        | Zelení                | středoškolská učitelka                             | 370              | 0,13  | 21              |
| 25      | Terezie Radoměřská         | 50  | TOP 09      | TOP 09                | překladatelka, spisovatelka                        | 483              | 0,17  | 22              |
| 26      | Petr Kutílek               | 43  | STAN        | Zelení                | VŠ učitel, zastupitel, zahraničněpolitický expert  | 460              | 0,16  | 23              |
| 27      | Radek Zapletal             | 47  | TOP 09      | TOP 09                | technik BOZP a PO, podnikatel                      | 158              | 0,05  | 24              |
| 28      | Alois Ullmann              | 34  | STAN        | iČesko                | fin. spec. v oboru IT, místopř. strany iČesko      | 339              | 0,12  | 25              |

* Pořadí zvolených kandidátů, kteří získali poslanecký mandát.

## Volební výsledek
| Volby | Hlasy   | Hlasy | Mandáty | Mandáty | Pozice |
| Volby | Abs.    | %     | Abs.    | ±       | Pozice |
| ----- | ------- | ----- | ------- | ------- | ------ |
| 2019  | 276 220 | 11,7  | 3/21    | ▼1      | ▼4.    |

#### Dle navrhujících stran
Kalkulováno dle preferenčních hlasů pro kandidáty.
| Strana | Strana | Hlasy | Hlasy | Mandáty | Mandáty |
| Strana | Strana | Abs.  | %     | Abs.    | ±       |
| ------ | ------ | ----- | ----- | ------- | ------- |
|        | TOP 09 |       | 68,0  | 2/3     | ▼1      |
|        | STAN   |       | 32,0  | 1/3     | ▬0      |